# Los Osos
Los Osos är en ort (CDP) i San Luis Obispo County, i delstaten Kalifornien, USA. Enligt United States Census Bureau har orten en folkmängd på 14 276 invånare (2010) och en landarea på 33,1 km².